# Roselin des Bonin
Carpodacus ferreorostris
Espèce
Statut de conservation UICN

 EX  : Éteint
Le Roselin des Bonin (Carpodacus ferreorostris, anciennement Chaunoproctus ferreorostris) est une espèce disparue de passereaux qui est seulement connue de spécimens récoltés en 1827 et en 1828 dans l'archipel d'Ogasawara (ou îles Peel, Bonin) au Japon.
Son écologie n'est connue que par la description initiale. Il semble avoir disparu quelques décennies après sa découverte, à cause de l'introduction de chats et de rats, ainsi que la destruction des forêts.

## Taxonomie

### Découverte
Vigors, 1828, avait originellement nommé cette espèce « Coccothraustes ferreorostris » mais c’est Bonaparte, 1851, qui a créé le nom générique Chaunoproctus. Le nom spécifique ferreorostris fait référence à la couleur gris acier du bec. La douzaine de spécimens ont été collectés par le naturaliste allemand Heinrich von Kittlitz et le capitaine Beechey.

### Classification classique
Cette espèce, endémique des îles Bonin, est considérée comme éteinte depuis les années 1890. Les premiers auteurs le considéraient comme proche des roselins (Carpodacus) mais Taka-Tsukasa & Hachisuka (1925) cités par Desfayes (1971) remarquaient : « Propyrrhula subhimachala (désormais Carpodacus subhimachalus) paraît être son plus proche parent. La formule alaire et la forme des rectrices de ces deux espèces sont très semblables. La similitude du plumage est étonnante. La coloration de la femelle est exactement la même. La grandeur du bec naturellement diffère considérablement, la forme en est similaire. » Hachisuka (1930) ajoute que la femelle présente une petite zone jaune à la base du bec comme celle de P. subhimachala. Desfayes (1971) conclut : « Il convient donc de garder cette espèce près des Durbecs mais il semble préférable de lui conserver le genre Chaunoproctus en raison de son bec massif et du manque de connaissance que nous avons de la biologie de cette espèce. »
L’étude de la biogéographie plaide aussi en faveur d’une telle parenté avec une distribution himalayenne et jusqu’en Chine de l’est pour l’espèce ancestrale et une répartition, au large, à l’est de la Chine pour l’espèce insulaire. La thèse la plus probable serait donc une colonisation de l’archipel des Bonin par P. subhimachalus ou son ancêtre.

### Phylogénétique
L'étude phylogénique de Zuccon et al. (2012) montre que le Roselin des Bonin est proche des espèces du genre Carpodacus, sans être pour autant proche de P. subhimachala. Le Congrès ornithologique international, dans sa classification de référence 3.3 (2013) le place dans ce genre.

## Habitat, mœurs
Kittlitz en 1832 (in Greenway 1967) rapportait que cet oiseau vivait seul ou en couples dans la forêt, près de la côte. Il n’était pas commun et vivait retranché dans le couvert végétal malgré une nature peu farouche voire flegmatique. Il sautillait habituellement sur le sol, s’élevant rarement dans les frondaisons des arbres. Son cri d’appel était une note douce, aiguë et très pure, brève ou étirée, parfois modulée ou simplement répétée. Le contenu de l’estomac d’un exemplaire montre qu’il se nourrissait surtout de baies, de petits fruits et de bourgeons d’un certain arbre. Desfayes (1971) conclut : « Tous ces détails semblent bien qualifier les activités d’un durbec. ».

## Menaces, extinction
Ce gros-bec insulaire fut tenu pour disparu depuis 1854, date à laquelle le naturaliste William Stimpson ne put trouver un seul oiseau. Mais il se serait maintenu très sporadiquement dans un secteur des Bonin jusque vers 1890 si l’on en croit les informations de A. P. Holst, recueillies auprès de la population locale à Port Lloyd sur l’île Peel. Son extinction semble résulter d’une déforestation assez brutale. De plus, il nichait sur ou près du sol et était donc très vulnérable aux nombreux chats, chiens, porcs et rats importés par l’homme et présents dans l’île Peel à partir de 1828-1830.
Selon Kawakami & Higuchi (2002), les mammifères carnivores faisaient totalement défaut dans ces îles jusqu’en 1830 quand les premiers immigrants s’y installèrent avec leurs chats domestiques. Certains chats redevinrent sauvages et en 1877, des rapports signalaient déjà la présence de nombreux harets dans l’archipel. Yamashita (1934) supposait que son extinction était due, en partie, à la prédation par ces chats. Mais Kawakami (2000) constate qu’aucune étude détaillée n’a été menée sur leur régime alimentaire et estime même que la prédation sur les petits oiseaux est certainement sous-estimée car elle laisse peu de restes visibles, les chats avalant ces proies entièrement. Brazil (1991) et Statterfield & Capper (2000) considèrent l’espèce comme définitivement éteinte en attribuant sa disparition surtout à l’introduction de chats et de rats. Selon Tom Brooks (BirdLife International 2006), son extinction résulte de la déforestation et de l’introduction de chats et de rats. Enfin, le fait que ce gros-bec vivait surtout sur le sol est peut-être justement lié à l’absence de mammifères carnivores originels, mais l’introduction ultérieure de ces nouveaux prédateurs, auxquels il n’était pas du tout adapté, a probablement contribué à son extinction.
Les spécimens présentés dans les musées de Berlin, Francfort, Saint-Pétersbourg, Leyde, Londres et New-York ont été collectés en 1827 dans l’île Peel notamment par le baron von Kittlitz.